# Odprto prvenstvo Anglije 2004
Odprto prvenstvo Anglije 2004 je teniški turnir za Grand Slam, ki je med 21. junijem in 4. julijem 2004 potekal v Londonu.

## Moški posamično
Roger Federer :  Andy Roddick 4-6 7-5 7-6(7-3) 6-4

## Ženske posamično
Marija Šarapova :  Serena Williams 6-1 6-4

## Moške dvojice
Jonas Björkman /  Todd Woodbridge :  Julian Knowle /  Nenad Zimonjić 6-1 6-4 4-6 6-4 

## Ženske  dvojice
Cara Black /  Rennae Stubbs :  Liezel Huber /  Ai Sugijama 6-3 7-6(7-5)

## Mešane dvojice
Wayne Black /  Cara Black :  Todd Woodbridge /  Alicia Molik 3-6 7-6(10-8) 6-4